# Allantus
Allantus is een geslacht van echte bladwespen (Tenthredinidae).

## Soorten
- A. basalis (Klug, 1818)
- A. calceatus (Klug, 1818)
- A. calliblepharus (Konow, 1900)
- A. cinctus Linnaeus, 1758 – Aardbeibladwesp
- A. cingillipes (Kontuniemi, 1947)
- A. cingillum (Klug, 1818)
- A. cingulatus (Scopoli, 1763)
- A. coryli (Stritt, 1937)
- A. coxalis (Klug, 1818)
- A. didymus (Klug, 1818)
- A. laticinctus (Serville, 1823)
- A. melanarius (Klug, 1818)
- A. rufocinctus (Retzius, 1783)
- A. scrophulariae Linnaeus, 1758 – Helmkruidbladwesp
- A. togatus (Panzer, 1801)
- A. truncatus (Klug, 1818)
- A. viennensis (Schrank, 1781)
- A. xanthopygus (Klug, 1818)